# 알렉산드르 고보르
알렉산드르 고보르(Alexander Govor)는 러시아의 기업 거물이자 사업가이다. 그는 러시아 패스트푸드 레스토랑 프쿠스노 이 토치카의 소유주인데, 이 레스토랑은 주로 러시아의 우크라이나 침공에 대한 대응으로 맥도날드가 폐쇄한 맥도날드 레스토랑을 기반으로 한다. 그는 2022년 러시아의 우크라이나 침공 이후 850개의 맥도날드 매장을 매입하여 맥도날드가 러시아에서 철수하게 만들었다. 그는 미공개 금액으로 러시아 맥도날드에 대한 권리를 매입했다.

## 재산
2011년 알렉산드르 고보르는 82억 루블의 재산으로 러시아 최고 부자 목록에서 344위에 올랐다(파이낸스 매거진 기준). 2013년 그는 60억 루블의 재산으로 쿠즈바스 억만장자 목록에서 상위 3위에 근접했다(지역 비즈니스 출판물 아방-파트너 기준).

## 가족
아들 – 로만 고보르 (사업가).

## 수상 및 영예
- 기술과학 후보[6]
- 러시아 연방 연료 에너지 복합체 명예 노동자[6]
- 러시아 연방 석탄 산업 명예 노동자[6]
- 광부의 영광 메달 완전 수상자 (1996, 1998, 1999)[6]
- 노보쿠즈네츠크시 명예 시민[6]